# Dubovac (Karlovac)
Dubovac je sjeverozapadno karlovačko naselje na desnoj obali rijeke Kupe. Poznat je po nacionalnomu svetištu sv. Josipa, kao i staromu gradu Dubovcu.

## Etimologija
Dubovac je dobio ime po dubovoj šumi koja ga je nekada okruživala.

## Povijest
Prvi puta se spominje koncem 14. stoljeća kao plemenita varoš i trg za trgovinu žitom i solju.
Tijekom 16. stoljeća često je bio izložen turskim napadima. Turci su na Veliki petak 1578. godine spalili Dubovac. Iste je godine Ivan Ferenberg potukao Turke pod Dubovcem.
Izgradnjom Karlovca 13. srpnja 1579. Dubovac je izgubio svoje vojno i gospodarsko značenje.
U Dubovcu se nalazi osnovna škola kao i rukometni klub Dubovac.

## Znamenitosti

### Stari grad Dubovac
Stari grad Dubovac je poznato turističko odredište na Dubovcu. Stari grad Dubovac je najstariji karlovački spomenik.

## Poznate osobe
- Josip Juratović, hrvatski skladatelj